# M postcode area

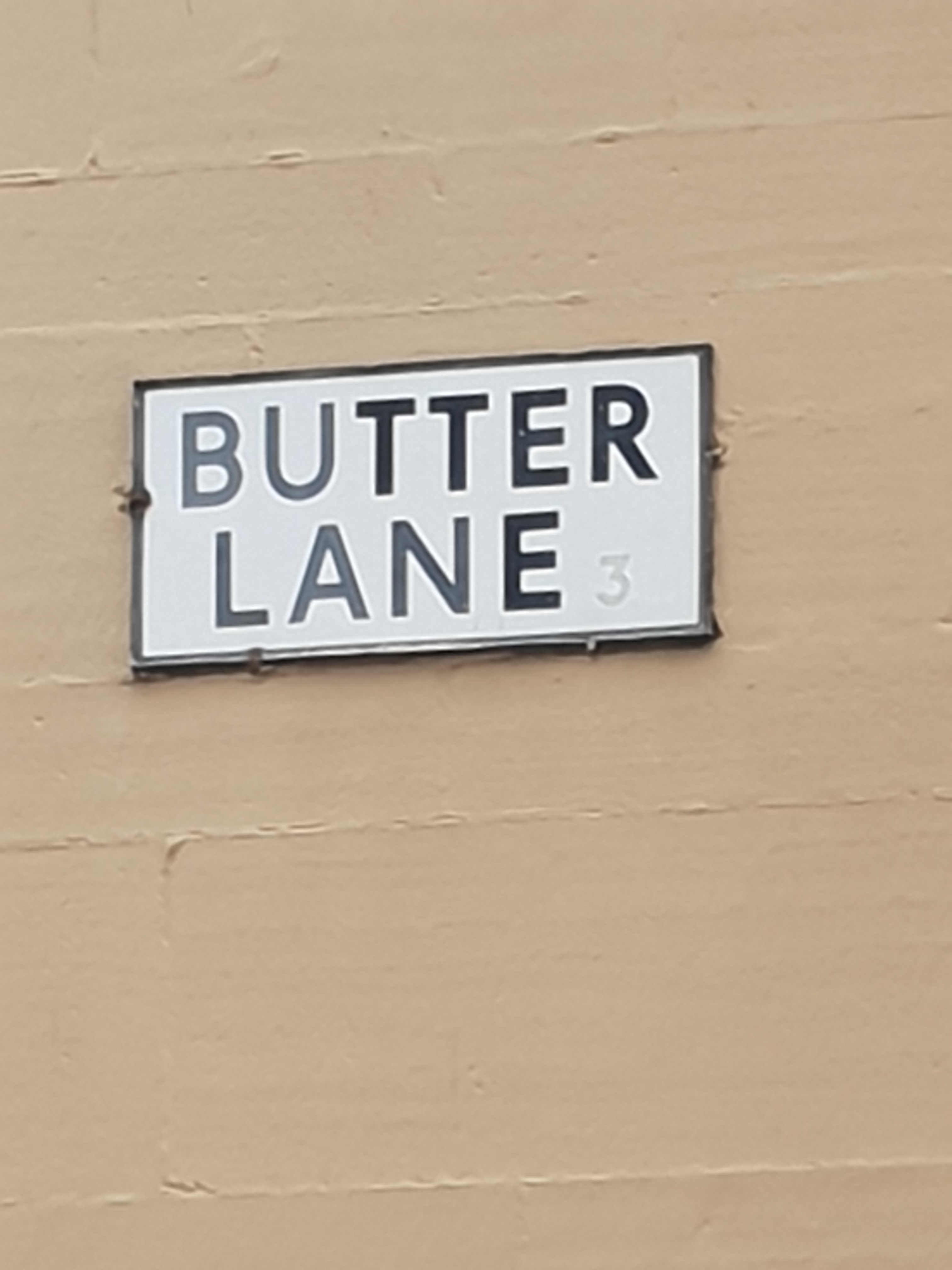
M postcode area.jpg

La M postcode area, également connue sous le nom de Manchester postcode area, est un groupe de plusieurs districts postaux du Grand Manchester, en Angleterre. 
Cette zone comprend 3 villes postales : Manchester, Salford, et Sale. 
L'intégralité du district métropolitain de Manchester est comprise dans cette zone, à l'exception de Ringway, qui utilise le code WA15. La zone comprend également presque toute la ville de Salford et une bonne partie de Trafford.